# Mantequilla de cacahuete
La mantequilla de maní, o crema de cacahuate, también comercializada con el nombre de manteca de maní, crema de cacahuete, crema de maní o pasta de cacahuate, es una pasta elaborada a base de cacahuete tostado y molido. Además, puede contener otros aditivos para modificar su sabor o textura. 
Este producto es popular en Estados Unidos, Australia, Reino Unido, Canadá, Papúa Nueva Guinea, Nueva Zelanda y los Países Bajos, siendo Estados Unidos su principal productor y exportador de este producto, recaudando cerca de 800 millones de US$ por año en su venta, colaborando en la producción de mantequillas hechas con otros frutos secos. Es un alimento muy versátil que suele incluirse en una gran cantidad de recetas, generalmente dulces. Debido a su muy bajo contenido de humedad, no necesita refrigeración. 
La Arachis hypogaea, la planta del cacahuate, es susceptible al moho Aspergillus flavus que causa aflatoxina, siendo probable la contaminación de la mantequilla que con sus semillas se produzca.

## Historia

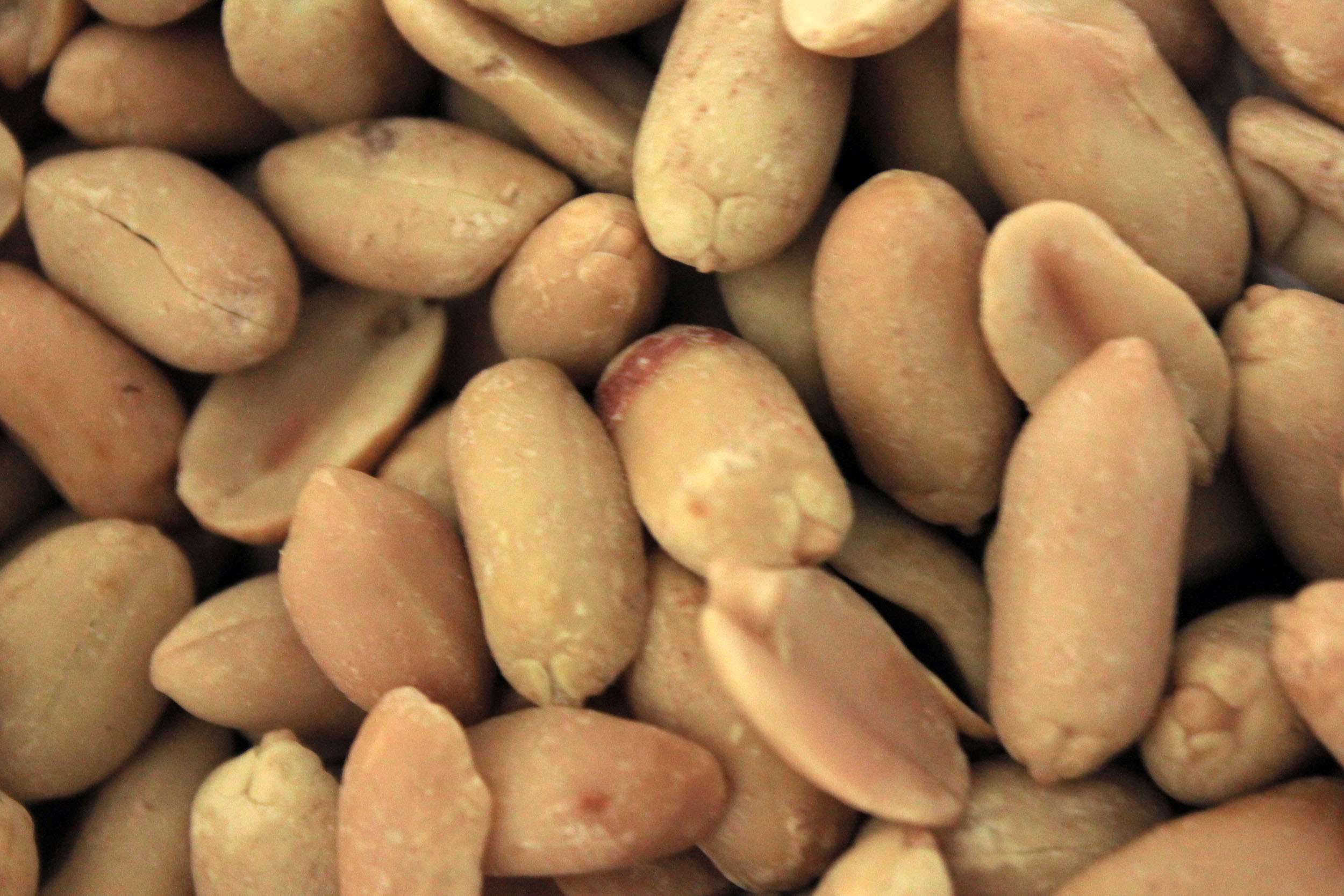
Cacahuetes.

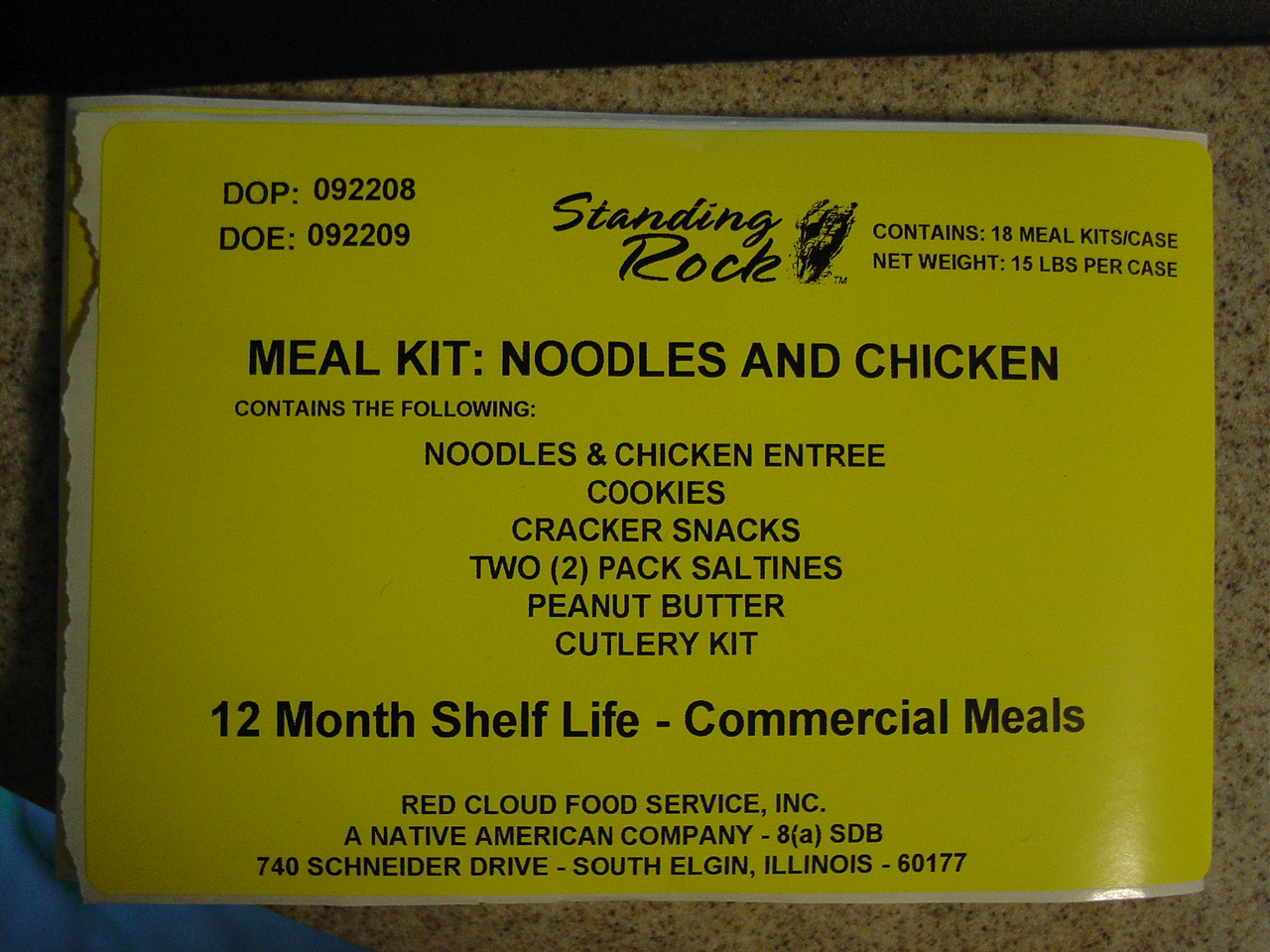
Un Meal Ready to Eat que incluye paquetes con mantequilla de cacahuete.

La planta del cacahuete es originaria de Sudamérica, y su consumo data de la época las antiguas civilizaciones precolombinas, los Mayas y los Aztecas. Estos elaboraron la pasta de cacahuete y la utilizaron como remedio para el dolor de muelas en el siglo I a. C..
Marcellus Gilmore Edson (1849 – 1940) un farmacéutico de Montreal, Quebec, Canadá patentó en 1884 un método de producción de mantequilla de cacahuete con base en cacahuetes asados utilizando superficies calientes. Agregó azúcar a la pasta para así brindarle una consistencia más espesa.
En 1890, George A. Bayle Jr., comenzó a vender pasta de cacahuetes molida como un suplemento alimenticio vegetariano y proteínico en forma de bocadillo, para personas sin dentadura. En 1895, el Dr. John Harvey Kellogg creó una variedad de manteca de cacahuete en el Battle Creek Sanitarium de Battle Creek, Míchigan. Kellogg, junto a su hermano, Will Keith Kellogg, patentaron un proceso para la elaboración de mantequilla de cacahuete, donde se usaban cacahuetes vaporizados en lugar de tostados. Contrariamente a la creencia popular, el renombrado botánico George Washington Carver, no intervino en la invención de este alimento.
El producto fue hecho en Australia por Edward Halsey, en el Sanitarium Health Food Company el 29 de mayo de 1899, y se puso a la venta a principios de junio. Este nuevo comestible fue ampliamente promocionado en 1904 por C.H. Sumner en la Exposición Universal de San Luis (Saint Louis World's Fair), que también popularizó el barquillo de helado, el hot dog y la hamburguesa.
Fundada por Benton Black, la Krema Products Company inició la venta de mantequilla de cacahuete en 1908 y es la compañía más antigua que produce esta vianda. Actualmente, la marca estadounidense de mayor venta es Jif, producto de Procter & Gamble introducido en 1958. El 24 de enero, se celebra el Día Nacional de la Mantequilla de Cacahuete en el país norteamericano.

### Producción y consumo
Un estudio de 2012 aseguró que «China e India son los primeros y segundos productores de cacahuete, respectivamente» en el mundo. Los Estados Unidos «son el tercer productor de cacahuete (Georgia y Texas son sus dos estados más productores)» y que la mitad de la recolección del cacahuete es utilizada para la producción de su mantequilla.
Las nuevas tendencias de consumo en la segunda década del siglo XXI en todo el mundo han impulsado la demanda de productos saludables, plant-based y ricos en proteínas, lo que ha favorecido la expansión de la crema de cacahuete en diversas aplicaciones culinarias.

## Tipos

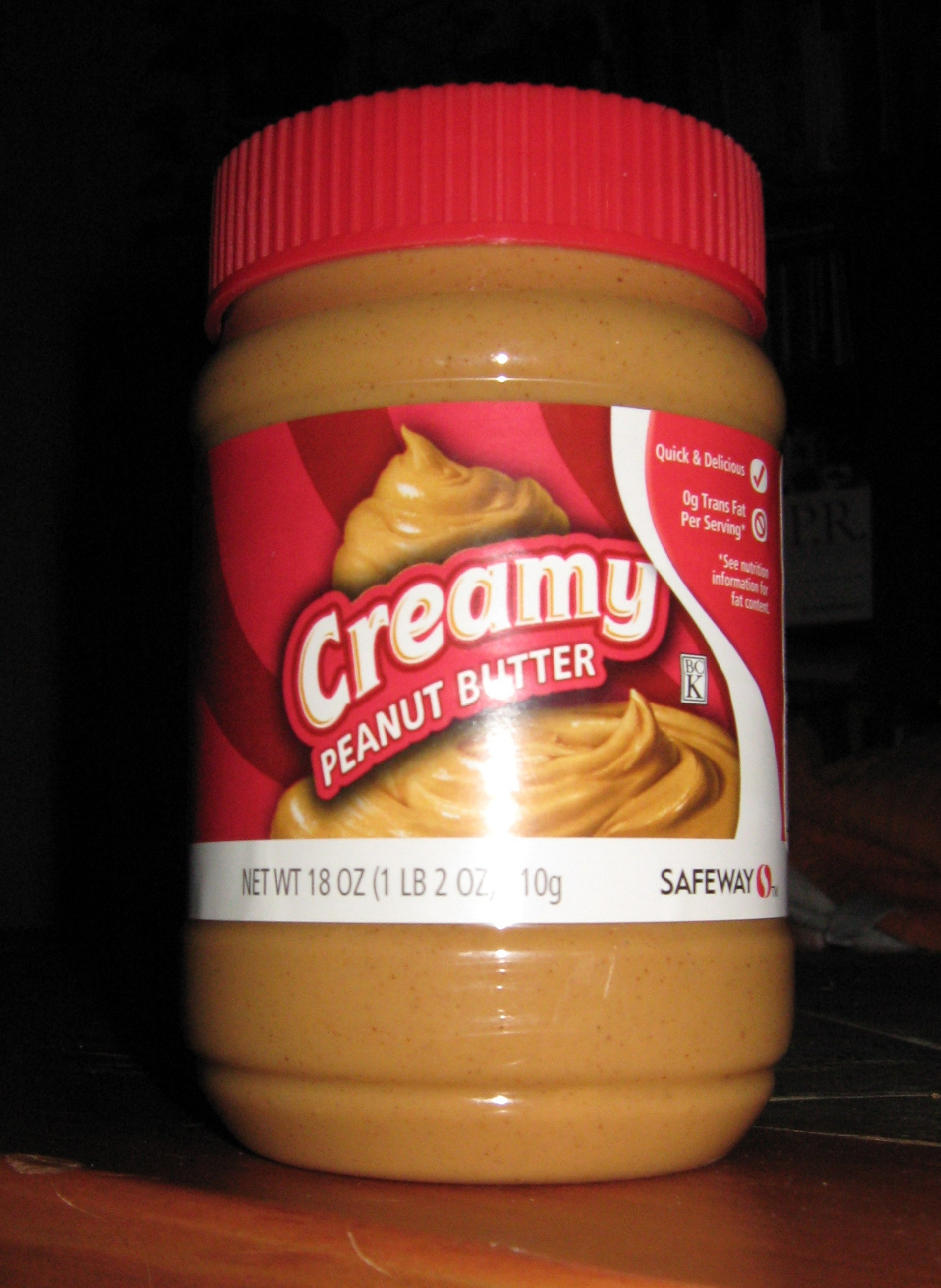
Ejemplar de mantequilla de cacahuete cremosa.

Existen dos variedades principales de mantequilla de cacahuete:
- Crocante (en inglés, chunky o crunchy): La pasta se encuentra parcialmente procesada, y pueden apreciarse trozos de cacahuete molidos rústicamente. Esto le da una textura crujiente.

- Cremosa (en inglés smooth): Los cacahuetes están total y uniformemente procesados, y su textura es suave.

Asimismo, pueden elaborarse mantequillas de cacahuete compuestas, que suelen mezclarse con chocolate, jalea de fruta, dulce de leche, hierbas aromáticas, vainilla, mantequillas de otros frutos secos, entre otras.
En los Estados Unidos, se establece que cualquier producto comercializado bajo el nombre de mantequilla de cacahuete debe tener un contenido de cacahuete superior al 90%, mientras que su 10% restante corresponderá a los aditivos, como sal, endulzantes, conservantes y/o colorantes artificiales. Algunas marcas venden esta crema sin emulsionantes; estos últimos tienen como finalidad mantener unidos los aceites del cacahuete con su pasta de cacahuete. Ante su ausencia, se debe revolver o agitar la mantequilla a menudo para unir ambos componentes. Las mantequillas de cacahuete suelen endulzarse con azúcar blanco, pero otras versiones sugieren hacerlo con azúcar de caña o de palma, miel, jarabe de agave, edulcorantes, stevia; estos dos últimos, para reducir su cantidad de hidratos de carbono simples.

### Ecológica
En 2012, se comenzó a producir una mantequilla de cacahuete ecológica, la cual incluye únicamente cacahuete y no presenta aditivo alguno. 
Dado que su mercado todavía es pequeño, no hay suficiente demanda para apoyar a sus fabricantes y suele ser difícil de conseguir. Como resultado, la mayoría de estas se producen en las fábricas que también producen las mantequillas de cacahuete tradicionales.

## Salud

### Perfil nutricional
La mantequilla de cacahuete es una excelente fuente de fibra alimentaria, vitaminas B3, B5, B6 y E. Entre sus minerales, posee altas cantidades de manganeso, magnesio, fósforo, zinc y cobre. Concentra altas dosis de hierro, potasio y tiamina. Si bien posee un aporte de proteína, no cuenta con los suficientes aminoácidos esenciales, por lo que se sugiere complementarla con algún cereal para obtener lo que se denomina proteína completa. Además, no aporta cantidad alguna de colesterol.
Se trata de un alimento densamente calórico, esto se debe a su alto contenido en grasas tanto saturadas (principalmente ácido palmítico) y grasas no saturadas (principalmente ácido oleico y linoleico), teniendo predominancia estas dos últimas, las cuales están relacionadas positivamente con la salud cardiovascular.

### Enfermedades
Algunas personas son alérgicas a los cacahuetes y a su crema. Las reacciones alérgicas pueden incluir irritación de la piel como sarpullido, ronchas y eczema. También pueden aparecer síntomas gastrointestinales como náuseas, vómitos y diarrea. En raras ocasiones puede condicionar una enfermedad potencialmente fatal conocida como anafilaxis. Las personas que presentan alergias a otras leguminosas como la soja, los garbanzos o los guisantes deben evitar la crema de cacahuete o tener mucha precaución en su uso. La crema de cacahuete puede atragantar a un niño. Se debe desechar cuando tenga sabor rancio porque se puede deber a un enranciamiento de las grasas que lleva como consecuencia de la acción de algún microorganismo.

## Usos
La mantequilla de cacahuete es un ingrediente principal en gran variedad de recetas. Su principal uso es la preparación de un sándwich consistente en este ingrediente y jalea; esta comida recibe el nombre de sándwich de mantequilla de cacahuete y jalea —conocido con la abreviación de PB&J—. Asimismo, se elaboran galletas y caramelos, donde el cacahuete es su sabor principal. Diversas golosinas combinan la mantequilla de cacahuete con el chocolate.
El sabor de la mantequilla de cacahuete combina bien con otros sabores, tales como harina de avena, queso, embutidos, salsas, y varios tipos de panificados y galletas. Su versión salada suele complementarse con ingredientes suaves complementarios como conservas de frutas, plátanos, manzanas y miel. El Sándwich Elvis, consistente en mantequilla de cacahuete, mantequilla, plátano y tocino es popular en Estados Unidos.

## En la cultura popular
Elvis Presley popularizó un sándwich cuyos ingredientes principales eran pan, bananas fritas y mantequilla de maní, existiendo también una variante que incluye tocino. En la serie televisiva ALF en el episodio "Mentes suspicaces" se hace referencia a la gran cantidad de sándwiches de este estilo que Elvis solía comer, argumentando que eran los mejores.